# Strada nazionale 1 (Marocco)
La strada nazionale 1 (N 1) in Marocco è una strada che collega Tangeri a Lagouira. È la più lunga strada nazionale del Paese con un'estensione di 2403 km. Collega diverse città come Rabat, Casablanca e Agadir.

## Sezioni

### Sezione Tangeri-Casablanca
Questa sezione della strada è lunga 375 km molto importante perché passa per la capitale Rabat e passa per le città importanti come Tangeri, Kenitra, Mohammedia e Casablanca.
Questa strada costeggia con l'Oceano Atlantico e si interseca con tante strade regionali e provinciali.
Dal cuore della città di Tangeri inizia il percorso, ma più dettagliato dalla piazza Jamia el Arbia, e dopo 15 km si trova la rotonda dell'autostrada A1 che collega Tangeri a Rabat. In questo tratto possiamo trovare l'aeroporto internazionale di Tangeri, Marjane Tanger e il grande stadio di Tangeri.
Dopo lo svincolo per l'autostrada A1 si attraversa il fiume Mhrhar e continua 44 km fino ad arrivare alla città di Assila e anche qua si passa per il centro. Dopo 39 km si passa per un'altra città che è Larache e si attraversa il fiume Oued Loukos.
Dopo 140 km si trova Kenitra e il suo fiume Oued Sebou, importante nel paese. Attraversati Kenitra e dopo 29 km si entra nella città di Salé. Tra questa e Rabat c'è il fiume di Bou Regreg e il collegamento le due città c'è il Ponte Hassan II che è stato costruito insieme al tramway di Rabat-Salé.
Attraversato il ponte si entra nella capitale del Marocco che è Rabat. La strada passa per molti quartieri come Hassan, Medina de Rabat, Agdal, Madinat al Irfane e Hay Ryad. Lasciando Rabat si trova lo stadio Moulay Abdellah di Rabat e lo svincolo per l'autostrada A3 che collega Rabat a Casablanca.
Passando per Temara, Skhirat e Mohammedia, dopo 70 km si entra nella capitale economica del paese che è Casablanca. Anche in questa città passa per molti quartieri come Ain Sebaa, Hay Mohammedi, Habbous e Maarif. La strada passa vicino alle Twin Center Casablanca. È molto trafficata questa strada in questa città e per questo è stato costruito il tramway di Casablanca.

### Sezione Casablanca-Agadir
Questa sezione della strada è lunga 509 km e passa per grandi città come El Jadida ed Essaouira. Lasciando la grande città di Casablanca la strada prosegue lungo la costa atlantica, attraversando Had Soualem, Bir Jdid, Azemmour e infine si arriva a El Jadida dopo 91 km. In questo tratto possiamo trovare la zona turistica Mazagan.
Dopo El Jadida per 48 km si trova il comune di Sidi Smail e in questo si trova lo svincolo della strada nazionale 7 che collega Sidi Smail a Marrakech. Lasciato Sidi Smail si attraversano molti comuni fino ad arrivare a Essaouira ma senza entrare nel centro della città. La lunghezza di questo tratto e di 212 km.
Dopo Essaouira si entra nella regione di Souss-Massa e dopo 167 km si arriva alla città turistica marinara più bella del paese che è Agadir. La strada passa per il porto e la marina di Agadir.

### Sezione Agadir-Laayoune
Questa sezione della strada è lunga 634 km e passa per le città di Tiznit, Guelmim, Tan-Tan e Tarfaya. Uscendo da Agadir si trova lo svincolo per la strada nazionale 10 che collega Agadir a Bouarfa. Dopo Tiznit e Guelmim inizia il territorio sahariano con le città di Tan-Tan e Tarfaya. Percorsi 634 km si arriva a Laayoune, la capitale del Sahara Occidentale.

### Sezione Laayoune-Lagouira

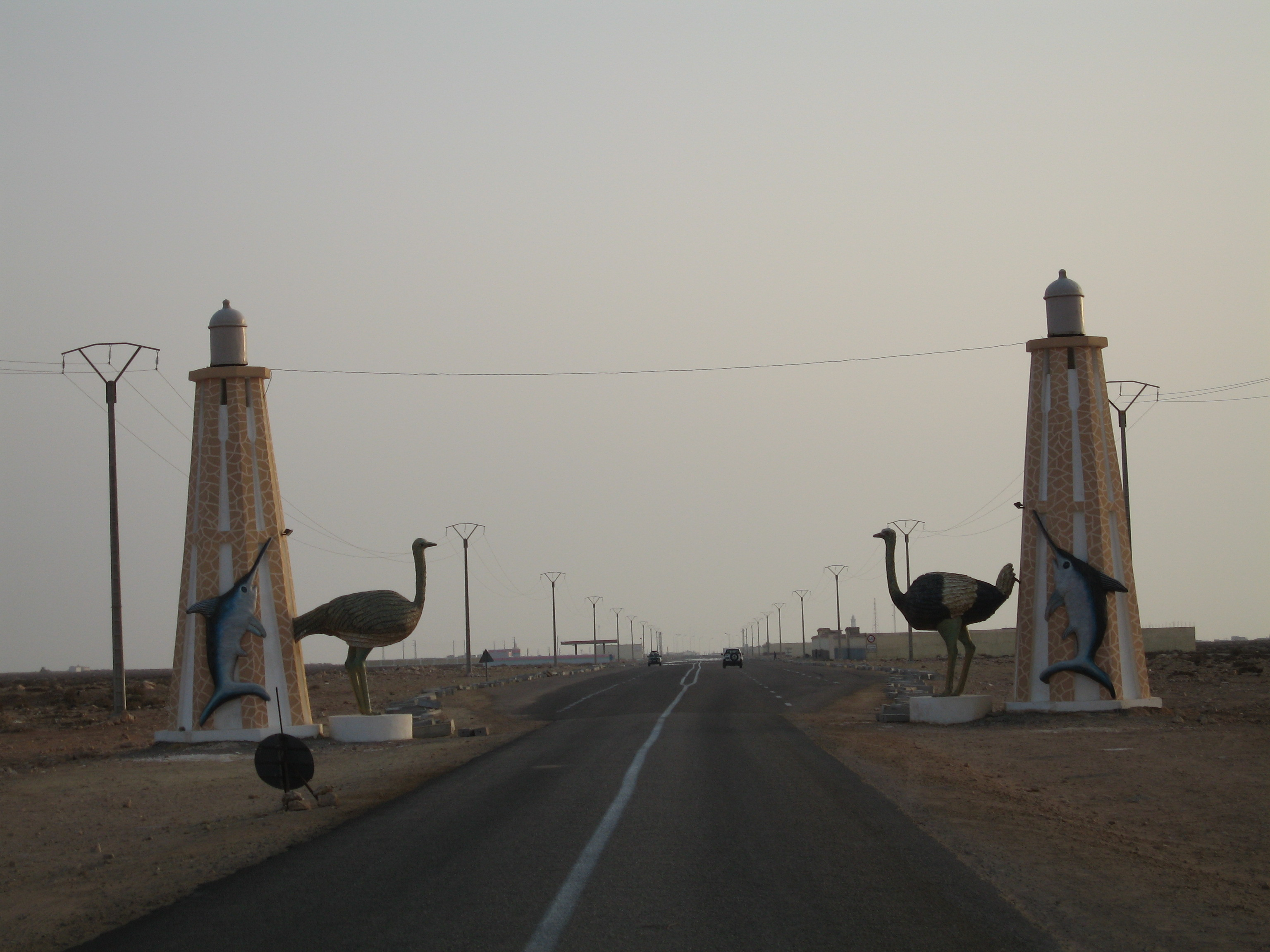
La N 1 a Bojador

Uscendo da Laayoune ci sono altri 900 km da percorrere per arrivare a Lagouira e s'attraversano solo due città: Boujdour e Dakhla. Questa strada entra per pochi chilometri nel territorio della Mauritania ma poi rientra nel Paese marocchino.

## Trasformazione in superstrade
La strada nazionale 1 si trasforma in superstrade dei seguenti tratti:
    N 1  Taghazout-Tiznit
    N 1  Laayoune-El Marsa

## Tabella percorso
| N 1 Strada nazionale 1 |                                                   |      |       |                                    |
| Tipo                   | Indicazione                                       | ↓km↓ | ↑km↑  | Prefettura/Provincia               |
|                        | Tangeri                                           |      | +0    | Prefettura di Tangeri-Assila       |
|                        | Strada nazionale 2 (Marocco) N 2 Tangeri          |      | +0    | Prefettura di Tangeri-Assila       |
|                        | Strada nazionale 4602 (Marocco) Tangeri           |      | +15   | Prefettura di Tangeri-Assila       |
|                        | Autostrada A1 (Marocco) Tangeri                   |      | +15   | Prefettura di Tangeri-Assila       |
|                        | Assila                                            |      | +44   | Prefettura di Tangeri-Assila       |
|                        | Strada provinciale 4603 (Marocco) Assila          |      | +44   | Prefettura di Tangeri-Assila       |
|                        | Autostrada A1 (Marocco) Assila                    |      | +47   | Prefettura di Tangeri-Assila       |
|                        | Strada regionale 415 (Marocco)                    |      | +49   | Prefettura di Tangeri-Assila       |
|                        | Strada regionale 417 (Marocco)                    |      | +50   | Prefettura di Tangeri-Assila       |
|                        | Strada provinciale 4402 (Marocco) Larache         |      | +80   | Provincia di Larache               |
|                        | Larache                                           |      | +91   | Provincia di Larache               |
|                        | Autostrada A1 (Marocco) Larache                   |      | +91   | Provincia di Larache               |
|                        | Strada provinciale 4404 (Marocco)                 |      | +113  | Provincia di Larache               |
|                        | Strada provinciale 4204 (Marocco) Arbaoua Ghaba   |      | +127  | Provincia di Kenitra               |
|                        | Strada provinciale 4208 (Marocco) Arbaoua Ghaba   |      | +128  | Provincia di Kenitra               |
|                        | Ferrovia Tangeri-Casablanca                       |      | +134  | Provincia di Kenitra               |
|                        | Strada provinciale 4206 (Marocco)                 |      | +138  | Provincia di Kenitra               |
|                        | Strada regionale 408 (Marocco)                    |      | +145  | Provincia di Kenitra               |
|                        | Strada provinciale 4219 (Marocco)                 |      | +153  | Provincia di Kenitra               |
|                        | Strada provinciale 4228 (Marocco) Souk el Arbaa   |      | +154  | Provincia di Kenitra               |
|                        | Strada regionale 406 (Marocco) Souk el Arbaa      |      | +154  | Provincia di Kenitra               |
|                        | Strada regionale 413 (Marocco) Souk el Arbaa      |      | +154  | Provincia di Kenitra               |
|                        | Strada provinciale 4232 (Marocco)                 |      | +167  | Provincia di Kenitra               |
|                        | Strada provinciale 4220 (Marocco)                 |      | +171  | Provincia di Kenitra               |
|                        | Strada provinciale 4224 (Marocco)                 |      | +174  | Provincia di Kenitra               |
|                        | Strada provinciale 4234 (Marocco) Sidi Allal Tazi |      | +188  | Provincia di Kenitra               |
|                        | Strada provinciale 4238 (Marocco)                 |      | +193  | Provincia di Kenitra               |
|                        | Strada provinciale 4207 (Marocco)                 |      | +198  | Provincia di Kenitra               |
|                        | Strada provinciale 4248 (Marocco) Morhrane        |      | +203  | Provincia di Kenitra               |
|                        | Strada provinciale 4238 (Marocco)                 |      | +205  | Provincia di Kenitra               |
|                        | Strada provinciale 4250 (Marocco)                 |      | +209  | Provincia di Kenitra               |
|                        | Strada nazionale 4 (Marocco) N 4 Kenitra          |      | +219  | Provincia di Kenitra               |
|                        | Autostrada A1 (Marocco) Kenitra                   |      | +221  | Provincia di Kenitra               |
|                        | Kenitra                                           |      | +241  | Provincia di Kenitra               |
|                        | Strada regionale 405 (Marocco) Kenitra            |      | +241  | Provincia di Kenitra               |
|                        | Strada provinciale 4266 (Marocco) Sidi Taibi      |      | +242  | Provincia di Kenitra               |
|                        | Strada provinciale 4268 (Marocco) Sidi Taibi      |      | +244  | Provincia di Kenitra               |
|                        | Strada provinciale 4002 (Marocco) Sidi Bouknadel  |      | +250  | Prefettura di Salé                 |
|                        | Strada provinciale 4004 (Marocco) Salé            |      | +256  | Prefettura di Salé                 |
|                        | Salé                                              |      | +256  | Prefettura di Salé                 |
|                        | Strada nazionale 6 (Marocco) N 6 Salé             |      | +264  | Prefettura di Salé                 |
|                        | Ponte Hassan II                                   |      | +265  | Prefettura di Rabat                |
|                        | Rabat                                             |      | +265  | Prefettura di Rabat                |
|                        | Autostrada A3 (Marocco) Rabat                     |      | +274  | Prefettura di Rabat                |
|                        | Strada regionale 403 (Marocco) Temara             |      | +282  | Prefettura di Skhirat-Témara       |
|                        | Temara                                            |      | +282  | Prefettura di Skhirat-Témara       |
|                        | Strada provinciale 4011 (Marocco) Ain Atiq        |      | +287  | Prefettura di Skhirat-Témara       |
|                        | Strada provinciale 4022 (Marocco)                 |      | +289  | Prefettura di Skhirat-Témara       |
|                        | Strada provinciale 4030 (Marocco) Skhirat         |      | +295  | Prefettura di Skhirat-Témara       |
|                        | Strada provinciale 4001 (Marocco) Skhirat         |      | +296  | Prefettura di Skhirat-Témara       |
|                        | Strada provinciale 3331 (Marocco) Bouznika        |      | +302  | Provincia di Ben Slimane           |
|                        | Strada provinciale 3327 (Marocco) Bouznika        |      | +305  | Provincia di Ben Slimane           |
|                        | Strada regionale 305 (Marocco) Bouznika           |      | +306  | Provincia di Ben Slimane           |
|                        | Strada provinciale 3317 (Marocco) Bouznika        |      | +310  | Provincia di Ben Slimane           |
|                        | Strada provinciale 3312 (Marocco) Beni Yakhlef    |      | +317  | Provincia di Ben Slimane           |
|                        | Strada provinciale 3304 (Marocco) Beni Yakhlef    |      | +319  | Provincia di Ben Slimane           |
|                        | Strada regionale 313 (Marocco) Beni Yakhlef       |      | +324  | Provincia di Ben Slimane           |
|                        | Strada provinciale 3313 (Marocco) Beni Yakhlef    |      | +327  | Prefettura di Mohammedia           |
|                        | Strada provinciale 3307 (Marocco) Beni Yakhlef    |      | +330  | Prefettura di Mohammedia           |
|                        | Strada provinciale 3319 (Marocco) Mohammedia      |      | +335  | Prefettura di Mohammedia           |
|                        | Strada nazionale 9 (Marocco) N 9 Mohammedia       |      | +339  | Prefettura di Mohammedia           |
|                        | Casablanca                                        |      | +369  | Prefettura di Casablanca           |
|                        | Strada nazionale 11 (Marocco) N 11 Casablanca     |      | +369  | Prefettura di Casablanca           |
|                        | Autostrada A5 (Marocco) Casablanca                |      | +369  | Prefettura di Casablanca           |
|                        | Strada provinciale 3009 (Marocco) Casablanca      |      | +374  | Prefettura di Casablanca           |
|                        | Strada provinciale 3003 (Marocco) Casablanca      |      | +382  | Prefettura di Casablanca           |
|                        | Strada provinciale 3005 (Marocco) Casablanca      |      | +385  | Prefettura di Casablanca           |
|                        | Strada provinciale 3001 (Marocco) Casablanca      |      | +390  | Prefettura di Casablanca           |
|                        | Strada provinciale 3011 (Marocco)                 |      | +394  | Provincia di El Jadida             |
|                        | Strada provinciale 3603 (Marocco) Had Soualem     |      | +397  | Provincia di El Jadida             |
|                        | Strada provinciale 3607 (Marocco)                 |      | +403  | Provincia di El Jadida             |
|                        | Strada provinciale 3005 (Marocco)                 |      | +406  | Provincia di El Jadida             |
|                        | Strada provinciale 3469 (Marocco)                 |      | +409  | Provincia di El Jadida             |
|                        | Strada provinciale 3473 (Marocco)                 |      | +411  | Provincia di El Jadida             |
|                        | Strada regionale 303 (Marocco) Bir Jdid           |      | +411  | Provincia di El Jadida             |
|                        | Strada provinciale 3469 (Marocco)                 |      | +416  | Provincia di El Jadida             |
|                        | Strada provinciale 3463 (Marocco)                 |      | +428  | Provincia di El Jadida             |
|                        | Strada provinciale 3461 (Marocco)                 |      | +429  | Provincia di El Jadida             |
|                        | Strada provinciale 3404 (Marocco) Azemmour        |      | +444  | Provincia di El Jadida             |
|                        | Strada provinciale 3406 (Marocco) Azemmour        |      | +445  | Provincia di El Jadida             |
|                        | Azemmour                                          |      | +447  | Provincia di El Jadida             |
|                        | Strada provinciale 3427 (Marocco) Azemmour        |      | +447  | Provincia di El Jadida             |
|                        | Strada provinciale 3404 (Marocco) Azemmour        |      | +449  | Provincia di El Jadida             |
|                        | Strada provinciale 3402 (Marocco) El Jadida       |      | +457  | Provincia di El Jadida             |
|                        | Autostrada A5 (Marocco) El Jadida                 |      | +458  | Provincia di El Jadida             |
|                        | Strada provinciale 3408 (Marocco) El Jadida       |      | +462  | Provincia di El Jadida             |
|                        | El Jadida                                         |      | +463  | Provincia di El Jadida             |
|                        | Strada regionale 318 (Marocco) El Jadida          |      | +463  | Provincia di El Jadida             |
|                        | Strada provinciale 3427 (Marocco)                 |      | +478  | Provincia di El Jadida             |
|                        | Strada provinciale 3429 (Marocco)                 |      | +492  | Provincia di El Jadida             |
|                        | Strada provinciale 3416 (Marocco) Sidi Smail      |      | +508  | Provincia di El Jadida             |
|                        | Strada nazionale 7 (Marocco) N 7 Sidi Smail       |      | +508  | Provincia di El Jadida             |
|                        | Strada provinciale 3431 (Marocco)                 |      | +516  | Provincia di El Jadida             |
|                        | Strada provinciale 3419 (Marocco)                 |      | +522  | Provincia di El Jadida             |
|                        | Strada regionale 202 (Marocco) Khemis Zemamra     |      | +538  | Provincia di El Jadida             |
|                        | Strada provinciale 3430 (Marocco)                 |      | +546  | Provincia di El Jadida             |
|                        | Strada provinciale 2302 (Marocco)                 |      | +558  | Provincia di Safi                  |
|                        | Strada provinciale 2304 (Marocco)                 |      | +558  | Provincia di Safi                  |
|                        | Strada provinciale 2323 (Marocco) Jemaat Shaim    |      | +570  | Provincia di Safi                  |
|                        | Strada provinciale 2306 (Marocco) Jemaat Shaim    |      | +573  | Provincia di Safi                  |
|                        | Strada provinciale 2305 (Marocco) Bouguedra       |      | +584  | Provincia di Safi                  |
|                        | Strada regionale 204 (Marocco) Bouguedra          |      | +585  | Provincia di Safi                  |
|                        | Strada provinciale 2308 (Marocco)                 |      | +589  | Provincia di Safi                  |
|                        | Strada provinciale 2307 (Marocco) Sebt Gzoula     |      | +607  | Provincia di Safi                  |
|                        | Strada provinciale 2314 (Marocco) El Ghiate       |      | +618  | Provincia di Safi                  |
|                        | Strada provinciale 2313 (Marocco) El Ghiate       |      | +618  | Provincia di Safi                  |
|                        | Strada provinciale 2318 (Marocco) El Ghiate       |      | +619  | Provincia di Safi                  |
|                        | Strada provinciale 2221 (Marocco)                 |      | +636  | Provincia di Essaouira             |
|                        | Strada provinciale 2202 (Marocco) Bir Kouate      |      | +658  | Provincia di Essaouira             |
|                        | Strada provinciale 2206 (Marocco) Takate          |      | +675  | Provincia di Essaouira             |
|                        | Strada provinciale 2209 (Marocco) Draa            |      | +683  | Provincia di Essaouira             |
|                        | Strada regionale 207 (Marocco) Ounagha            |      | +692  | Provincia di Essaouira             |
|                        | Strada provinciale 2212 (Marocco) Essaouira       |      | +708  | Provincia di Essaouira             |
|                        | Strada provinciale 2201 (Marocco) Essaouira       |      | +712  | Provincia di Essaouira             |
|                        | Strada regionale 214 (Marocco) Smimou             |      | +741  | Provincia di Essaouira             |
|                        | Strada provinciale 2226 (Marocco)                 |      | +751  | Provincia di Essaouira             |
|                        | Strada provinciale 2228 (Marocco)                 |      | +754  | Provincia di Essaouira             |
|                        | Strada provinciale 2234 (Marocco) Tamanar         |      | +769  | Provincia di Essaouira             |
|                        | Strada provinciale 2236 (Marocco) Tamanar         |      | +771  | Provincia di Essaouira             |
|                        | Strada provinciale 2240 (Marocco)                 |      | +779  | Provincia di Essaouira             |
|                        | Strada provinciale 1000 (Marocco)                 |      | +783  | Provincia di Essaouira             |
|                        | Strada provinciale 1000 (Marocco)                 |      | +800  | Prefettura di Agadir-Ida ou Tanane |
|                        | Strada provinciale 1002 (Marocco) Tamri           |      | +816  | Prefettura di Agadir-Ida ou Tanane |
|                        | Strada provinciale 1004 (Marocco)                 |      | +841  | Prefettura di Agadir-Ida ou Tanane |
|                        | Strada provinciale 1001 (Marocco) Aourir          |      | +859  | Prefettura di Agadir-Ida ou Tanane |
|                        | Agadir                                            |      | +872  | Prefettura di Agadir-Ida ou Tanane |
|                        | Strada nazionale 10 (Marocco) N 10 Aït Melloul    |      | +883  | Prefettura di Inezgane-Aït Melloul |
|                        | Aït Melloul                                       |      | +883  | Prefettura di Inezgane-Aït Melloul |
|                        | Strada regionale 105 (Marocco) Inzegane           |      | +883  | Prefettura di Inezgane-Aït Melloul |
|                        | Strada provinciale 1014 (Marocco)                 |      | +903  | Prefettura di Inezgane-Aït Melloul |
|                        | Strada provinciale 1016 (Marocco)                 |      | +917  | Prefettura di Inezgane-Aït Melloul |
|                        | Strada provinciale 1007 (Marocco)                 |      | +951  | Provincia di Tiznit                |
|                        | Tiznit                                            |      | +961  | Provincia di Tiznit                |
|                        | Strada regionale 104 (Marocco) Tiznit             |      | +961  | Provincia di Tiznit                |
|                        | Strada provinciale 1908 (Marocco)                 |      | +975  | Provincia di Tiznit                |
|                        | Strada provinciale 1917 (Marocco)                 |      | +991  | Provincia di Tiznit                |
|                        | Strada provinciale 1911 (Marocco) Lakhas          |      | +1001 | Provincia di Tiznit                |
|                        | Strada regionale 102 (Marocco) Bouizakarne        |      | +1026 | Provincia di Guelmim               |
|                        | Guelmim                                           |      | +1066 | Provincia di Guelmim               |
|                        | Strada nazionale 12 (Marocco) N 12 Guelmim        |      | +1066 | Provincia di Guelmim               |
|                        | Tan-Tan                                           |      | +1193 | Provincia di Tan-Tan               |
|                        | Strada provinciale 1600 (Marocco) Tan-Tan         |      | +1193 | Provincia di Tan-Tan               |
|                        | Strada regionale 101 (Marocco) Ben Khlil          |      | +1202 | Provincia di Tan-Tan               |
|                        | Dogana Marocco-Sahara Occidentale                 |      | +1434 | Provincia di Laâyoune              |
|                        | Strada provinciale 1400 (Marocco) Laayoune        |      | +1498 | Provincia di Laâyoune              |
|                        | Strada nazionale 5 (Marocco) N 5 Laayoune         |      | +1504 | Provincia di Laâyoune              |
|                        | Laayoune                                          |      | +1504 | Provincia di Laâyoune              |
|                        | El Marsa                                          |      | +1527 | Provincia di Laâyoune              |
|                        | Boujdour                                          |      | +1691 | Provincia di Boujdour              |
|                        | Strada nazionale 3 (Marocco) N 3 Dakhla           |      | +2008 | Provincia di Oued Ed-Dahab         |
|                        | Lagouira                                          |      | +2403 | Provincia di Aousserd              |